# 小米手环3
小米手环3是小米公司生产的一种可穿戴设备，于2018年5月31日随小米8发布。 正面配有OLED显示屏。

## 规格
- 屏幕：0.78英寸OLED触摸屏
- 按钮：电容式
- 连接性：蓝牙版本: V4.2 BLE，NFC（仅限NFC版）
- 尺寸：46.9 x 17.9 x12毫米
- 重量：20克
- 外壳：塑料 + 合金
- 电池容量：110毫安（提供20天的电池寿命）
- 传感器：加速度计，光学心率监测器

## 設定
更改語言:小米手環透過偵測小米運動的語言，改變手環本體的語言。當前小米運動只可透過更改手機系統語言而變更。

## 相關產品
- 小米手環、小米手環2：小米手環3的前代產品。
- 小米手環4、小米手環5：小米手環3的後代產品。
- 黑加手環：由深圳如一探索科技研發的可穿戴設備。與小米手環3 NFC版一樣支援NFC功能（交通卡、模擬門禁卡），且NFC功能由小米旗下小米支付公司提供，比小米手環3 NFC版更早發佈。